# Croații din România

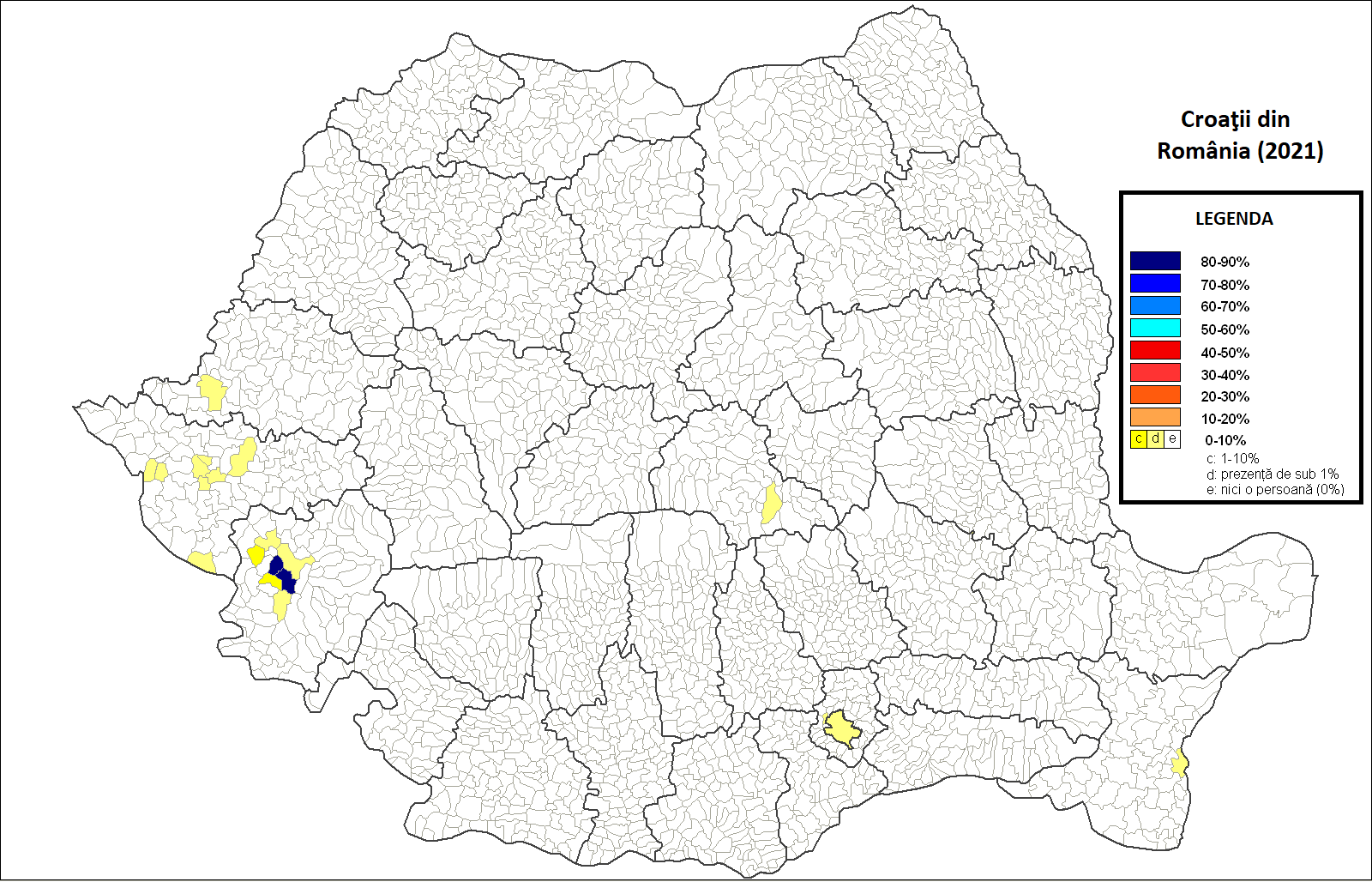
Croaţii din România (2021)

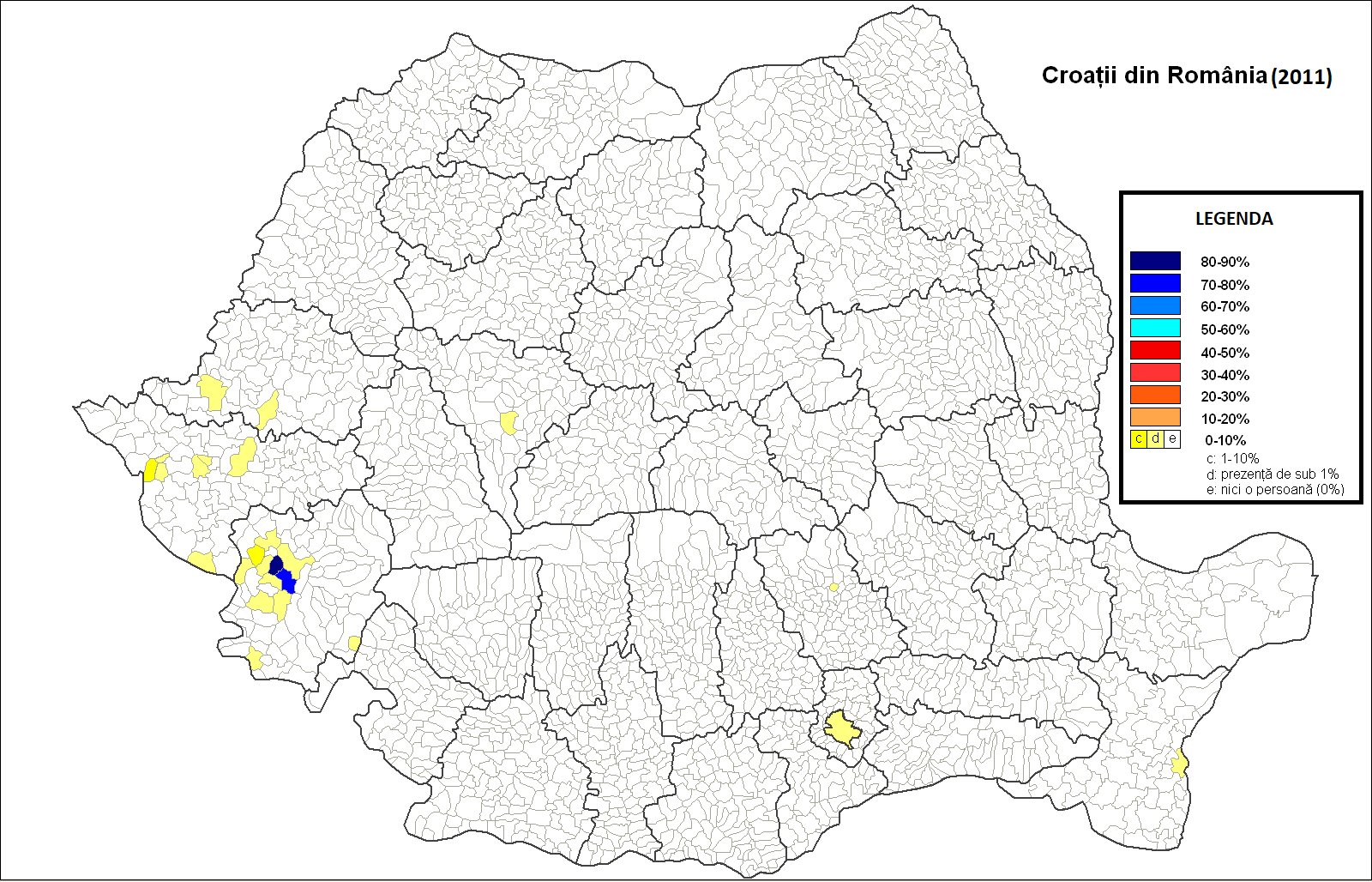
Croații din România (2011)

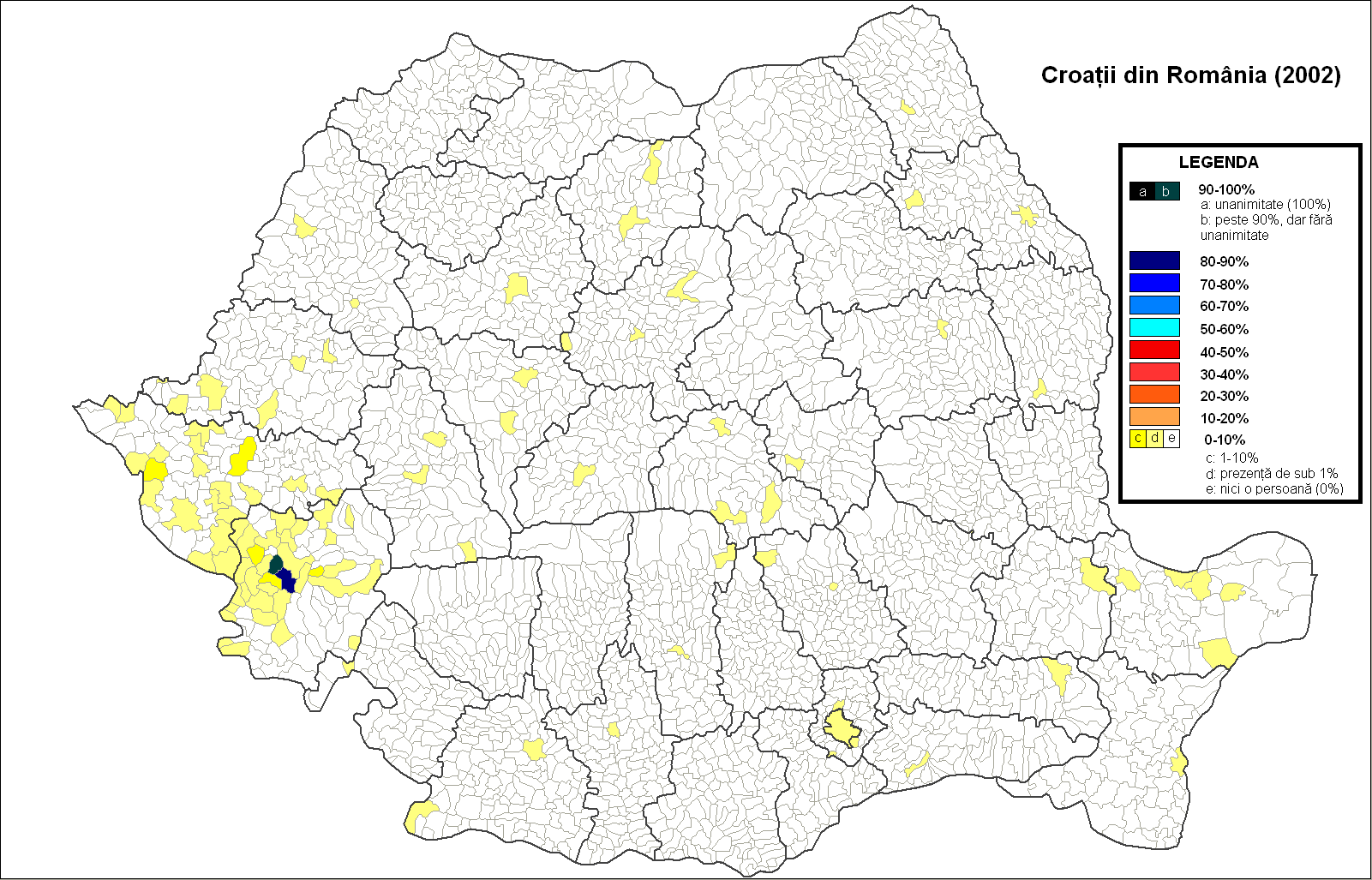
Croații din România (2002)

Croații (croată: Hrvati u Rumunjskoj) sunt o minoritate etnică din România, numărând 6.786 persoane la recensământul din 2002. Croații trăiesc în general în sud-vestul țării, mai ales în Județul Caraș-Severin. Croații formează majoritate în două localități: comunele Carașova și Lupac. În acestea limba croată este limbă recunoscută oficial, având indicatoare, educație și acces la justiție și administrația publică în limba croată, alături de română. Croații beneficiază în România de toate drepturile specifice unei minorități etnice recunoscute, inclusiv un scaun rezervat în Camera Deputaților (reprezentant Ghera Giureci-Slobodan - din sesiunea 2015).
Majoritatea croaților din România sunt carașoveni, deși doar 200 de persoane s-au declarat astfel, restul declarându-se de etnie croată. O parte din croați provin din vlahii slavizați din Bosnia, numiți bunievici.

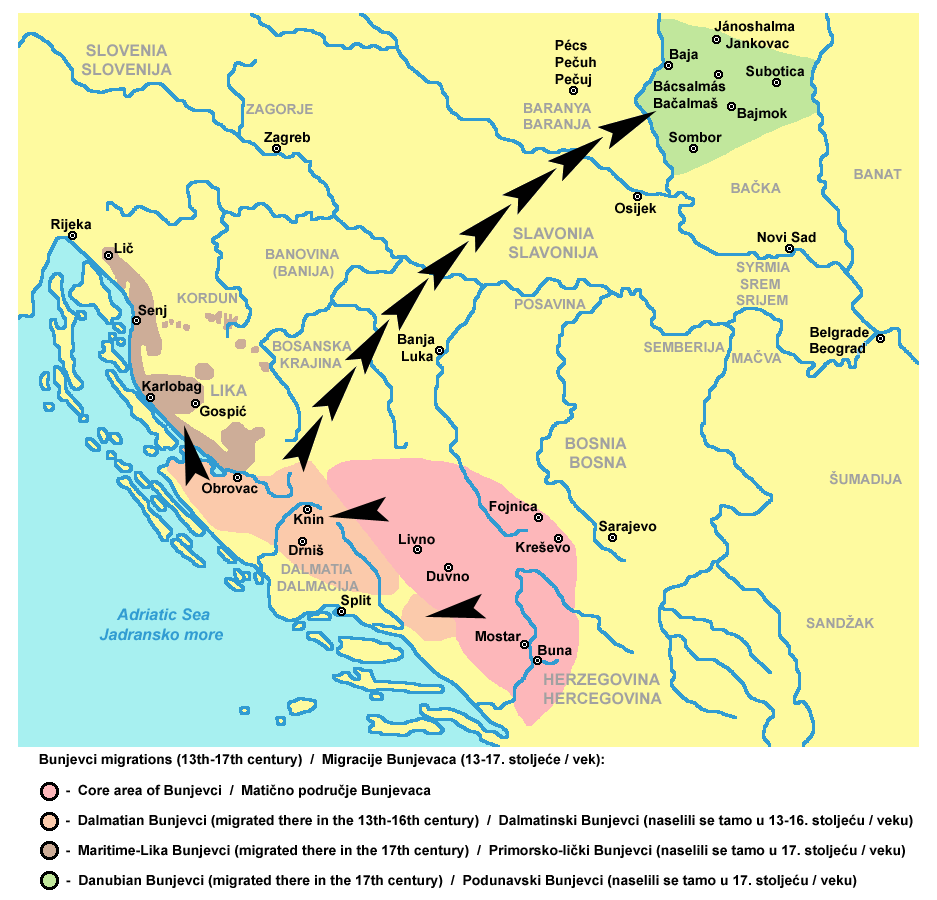
Migrația vlahilor bunievici (secolele 13–17)